# Томо Шиякович
Томо или Тома Шиякович – Шияк (на македонска литературна норма: Томо, Тома Шијаковиќ - Шијак) е виден югославски скулптор и художник.

## Биография
Роден е в 1930 година в Косово поле, тогава в Югославия. Следва в Академията за художествени изкуства в Любляна. Автор е на множество самостоятелни и колективни изложби. Шиякович е сред доайените на Дружеството на художниците на Македония в Скопие. Освен със скулптура, Шиякович също така се занимава и с живопис.
Умира в Скопие в 1998 година.